# Brades
Brades est la capitale de facto et principale ville du territoire britannique d'outre-mer de Montserrat, située dans la paroisse de Saint Peter.
La ville abrite les institutions gouvernementales depuis que Plymouth, la capitale officielle, située à 10 km au sud, a été abandonnée après avoir été ensevelie sous les cendres lors de l'éruption du volcan de la Soufrière en 1995.
Il est prévu que le siège du gouvernement soit transféré dans quelques années à Little Bay, village situé sur la côte nord-ouest de l'île dans une zone hors de toute activité volcanique. La construction d'un port et de bâtiments devaient débuter en 2019. Toutefois le projet est retardé en raison d'évènements tragiques: les ouragans Irma et Maria en 2017 et la pandémie de COVID-19. En juin 2022, le projet de développement du port de la cité administrative de Little Bay est finalement mis en chantier. Doté d'un budget de 28 millions de livres sterling, il est financé par le gouvernement local, le Département du développement international du Royaume-Uni et la Banque de développement des Caraïbes. 